# Лорікет рожевоволий

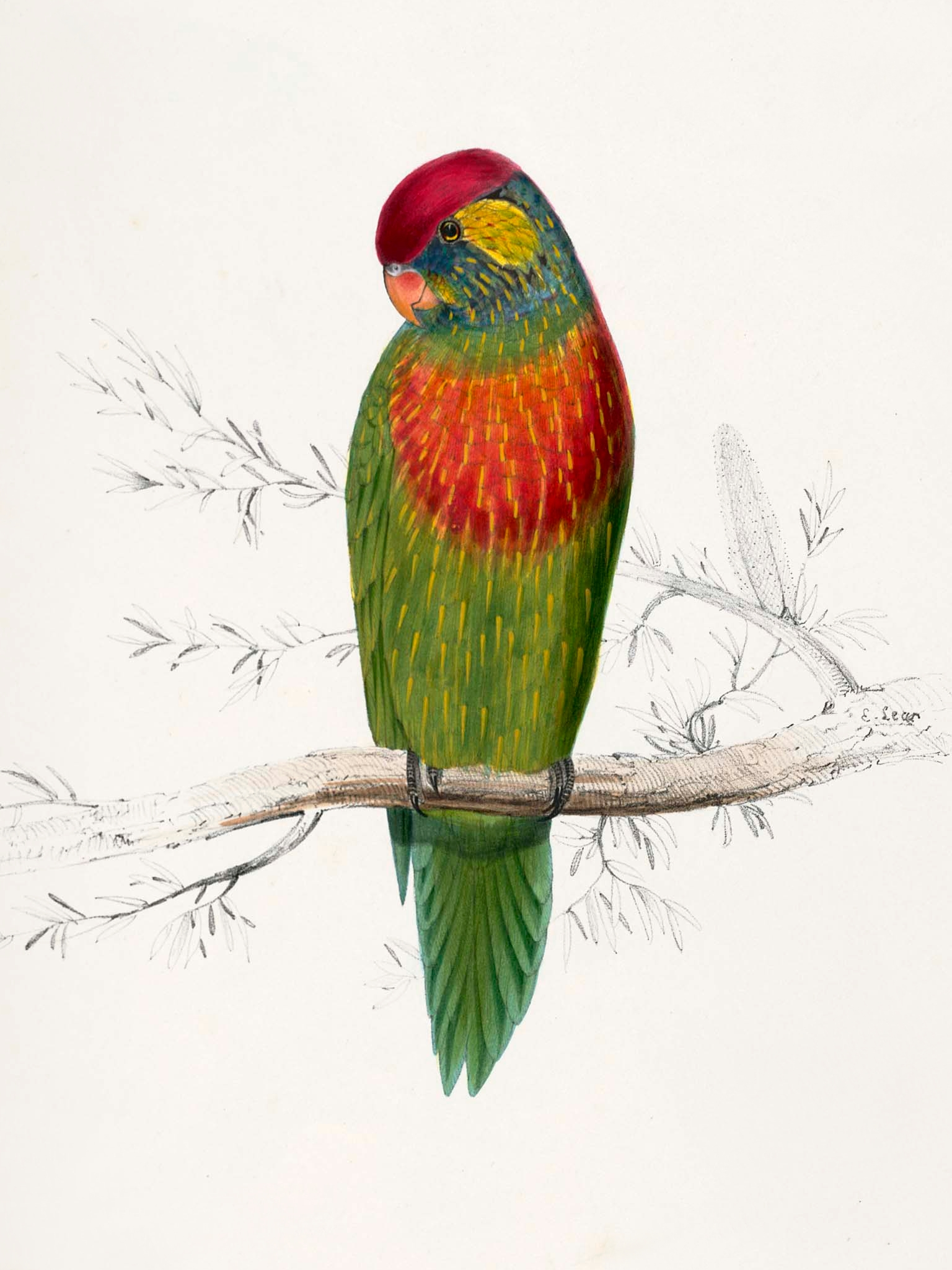
Рожевоволий лорікет

Лоріке́т рожевоволий (Psitteuteles versicolor) — вид папугоподібних птахів родини Psittaculidae. Ендемік Австралії. Це єдиний представник монотипового роду Строкатоголовий лорікет (Psitteuteles). Раніше до цього роду відносили також чорнодзьобих і тиморських лорікетів, однак за результатами молекулярно-генетичного дослідження 2020 року вони були переведені до родів Glossoptilus і Saudareos відповідно.

## Опис
Довжина птаха становить 19 см, вага 49-62 г. У самців верхня частина тіла яскраво-зелена, пера на ній мають жовтувато-зелені стрижні, через що спина виглядає поцяткованою жовтими смужками. Лоб, тім'я і потилиця червоні, скроні жовтуваті, решта голови сірувато-синя. Горло і верхня частина спини тьмяно-блакитні, поцятковані жовтувато-зеленими смужками. Верхня частина грудей рожевувато-пурпурова, решта нижньої частини тіла блідо-зелена. Нижня частина тіла поцяткована жовтими смужками. Райдужки оранжево-жовті, навколо очей кільця голої білої шкіри, дзьоб оранжево-жовтий, лапи сизі. Самиці мають дещо блідіше забарвлення, райдужки у них карі.

## Поширення і екологія
Рожевоволі лорікети мешкають на півночі Австралії, від регіону Кімберлі в Західній Австралії до північно-східного Квінсленда. Вони є досить поширеними в регіоні Топ-Енд на Північній Території та поблизу Маунт-Айзи. Рожевоволі лорікети живуть в евкаліптових і мелалеукових лісах і рідколіссях, в чагарникових заростях і галерейних лісах, поблизу річок і озер. 

## Поведінка
Рожевоволі лорікети зустрічаються зграйками, іноді приєднуються до змішаних зграй птахів разом з веселковими лорікетами. Ведуть кочовий спосіб життя, живляться пилком і нектаром квітучих дерев. Розмножуються протягом всього року, переважно з квітня по серпень. Гніздяться в дуплах дерев, в кладці від 2 до 4 білих яєць. Інкубаційний період триває 20 днів, насиджують лише самиці. Пташенята покидають гніздо через 40 днів після вилуплення, за ними доглядають і самиці, і самці. Через 3 місяці вони стають самостійними.